# Onesimos Nesib

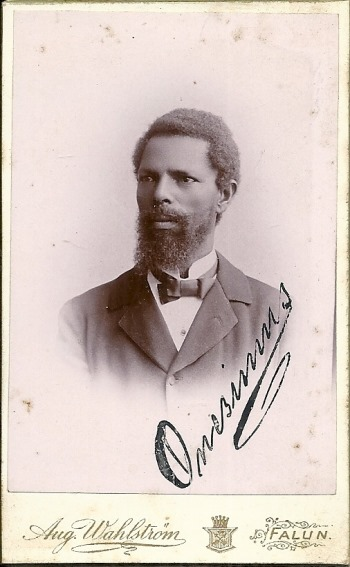
Onesimus Nesib

Onesimos Nesib, född omkring 1860, död 1931, var en infödd missionär bland oromofolket i Eritrea.
Som friköpt slav kom Onesimos i beröring med den svenska missionären Bengt Peter Lundahl och blev döpt 1872. 1876–81 studerade han i Sverige vid Johannelunds missionsinstitut och återvände sedan till Afrika för att verka bland oromofolket. Hans främsta missionsinsats är en bibelöversättning till oromo, färdigtryckt 1899.